# Frankenstein's Army
Frankenstein's Army, conhecido como Army of Frankenstein nos Países Baixos, é um filme de terror neerlandês-checo-estado-unidense realizado por Richard Raaphorst, escrito por Chris M. Mitchell e Miguel Tejada-Flores e protagonizado por Karel Roden, Joshua Sasse e Robert Gwilym.
Estreou-se nos cinemas dos Estados Unidos a 26 de julho, no Brasil a 2 de novembro de 2013 e em Portugal será lançado a 29 de outubro de 2015.

## Elenco
- Karel Roden como Viktor Frankenstein
- Joshua Sasse como Sergei
- Robert Gwilym como Novikov
- Alexander Mercury como Dimitri
- Luke Newberry como Sacha
- Hon Ping Tang como Ivan
- Andrei Zayats como Vassili
- Mark Stevenson como Alexi
- Cristina Catalina como Eva
- Jan de Lukowicz como Fritz
- Zdenek Barinka como Hans